# Londoni nagyköveti konferencia (1912–1913)
A londoni nagyköveti konferencia (angol London Conference of Ambassadors) 1912. december 17. és 1913. július 29. között Londonban megrendezett nagyhatalmi tárgyalássorozat volt, amelynek fő célja az első Balkán-háborút lezáró, londoni egyezmény néven ismert békekötés előkészítése volt. A konferencia Sir Edward Grey brit külügyminiszter elnökletével, az Osztrák–Magyar Monarchia, Olaszország, Oroszország, Franciaország és Németország Londonba akkreditált nagyköveteinek részvételével zajlott. A háborúban érintett Balkán-félszigeti nemzetek – az Oszmán Birodalom, Bulgária, Görögország, Szerbia, Montenegró és Albánia – küldöttségei ugyan jelen lehettek a tárgyalássorozaton, de hozzászólási jogot nem kaptak.
Több részkérdés szerepelt a tárgyalássorozat napirendjén, amelyek közül a legneuralgikusabb a Balkán-szövetség országai által elfoglalt, de 1912. november 28-án függetlenségét kikiáltó Albánia státusának és Szerbia adriai-tengeri jogosultságának kérdése volt. Az albán ügyet támogató Monarchia és Olaszország, valamint a montenegrói és szerb területfoglalások jogosságát pártoló Oroszország és Franciaország szembenállása határozta meg a konferencia erőviszonyait. A végső döntés értelmében a nagykövetek konferenciája  elismerte Albánia mint örökletes monarchia függetlenségét, megállapította államhatárait, és elrendelte a területfoglaló montenegrói, szerb és görög csapatok kivonását az albán területekről. Szerbia jogát egy adriai kikötőhöz nem ismerték el. A vita fősodra mellett a résztvevők döntöttek az Oszmán Birodalom nyugati határai, valamint a tengerszorosok (pl. Korfui-szoros) és a Dodekanészosz szigetcsoport hovatartozása felől is. A háborúban érintett felek 1913. május 30-án írták alá a döntést részletező londoni egyezményt.

## A konferencia megszervezése
Az Osztrák–Magyar Monarchia – akárcsak a megelőző időszakban – az albán függetlenség ügyének legfőbb támogatója volt a balkáni válságkezelésben, és ebben továbbra is számíthatott Olaszország támogatására. Elsődleges célja a szerb területfoglalások, különösen az adriai partvidéken elfoglalt albán kikötők (Shëngjin és Durrës) kérdésének felülvizsgálata volt. A Monarchia diplomatái 1912 novemberében olasz kollégáikkal már ismertették tervüket, amely az etnikailag albán többségű területek összekapcsolásával alakította volna ki egy önálló Albánia államhatárait, s ez Koszovó nagy részét, Prizren és Gjakova vidékét is magában foglalta volna. (A két ország közötti szövetség megalapozásul is tekinthetőek ezek a kezdeti érdekegyeztetések; egy olyan szövetségé, amelynek programja 1913–1914 folyamán először csak a háttérben, majd egyre nyíltabban az albán területek elfoglalása és egymás közötti felosztása volt.) Az ideiglenes albán kormány vezetőjét, Ismail Qemalit némiképp aggasztotta a Monarchia vehemenciája, mert eltökélt volt ugyan az albán területek visszaszerzésében, de úgy gondolta, a Monarchia magatartása Albánia jövőbeni, kívánatos jószomszédi kapcsolatait lehetetlenítheti el. Ennél fogva magának Qemalinak nem voltak ellenérzései egy olyan megoldással szemben sem, hogy a szerbek kereskedelmi célból hozzáférhessenek adriai kikötőikhez.
A brit külügyminiszter, Sir Edward Grey attól tartott, hogy az Albánia jövője feletti nagyhatalmi ellentétek csak tovább súlyosbíthatják az európai politikai helyzetet, és szélsőséges esetben az egész kontinensre kiterjedő háborúhoz vezethetnek. Ezért azzal a javaslattal állt elő, hogy az európai nagyhatalmak Londonba akkreditált nagykövetei az ő elnöklete alatt szervezzenek meg egy tárgyalássorozatot, amely a delegáló államok teljes felhatalmazásával, az első Balkán-háború lezárásaként Albánia státusa, Szerbia adriai jogosultságai, az Oszmán Birodalom nyugati határai, a tengerszorosok és a Dodekanészosz szigetek hovatartozása felől is döntene. A brit kezdeményezés találkozott a franciák és az oroszok szimpátiájával, az első Balkán-háború december 3-án megkötött fegyverszünete pedig ösztönzőleg hatott a többi nagyhatalomra is, és elfogadták a javaslatot.
1912. december 17-én az ún. nagykövetek konferenciája a londoni Court of Saint Jamesben megkezdte a munkát. A hat ország képviseletében az elnöklő Sir Greyen kívül Paul Cambon (Franciaország), Karl Max Lichnowsky herceg (Németország), Albert von Mensdorff-Pouilly-Dietrichstein (Osztrák–Magyar Monarchia), Guglielmo Imperiali (Olaszország) és Alekszandr Konsztantyinovics Benckendorff (Oroszország) voltak a nagyköveti konferencia állandó tárgyalói. Az erőviszonyokat a Monarchia és Olaszország érdekszövetsége, valamint a velük szembehelyezkedő, a szerb és montenegrói álláspontokat támogató Oroszország és Franciaország alkotta platformok szembenállása határozta meg. A tárgyalásokon jelen voltak ugyan az Oszmán Birodalom, a balkáni nemzetállamok és Albánia küldöttségei is, de tárgyalási jogot nem kaptak.

## Albánia státusa és államhatárai
Első, 1912. december 17-én kezdődő megbeszéléseken a legneuralgikusabb pontként számon tartott Albánia jövőjét vették napirendre. A résztvevők legtöbbje arra hajlott, hogy a fiatal albán állam 1912. november 28-án kikiáltott függetlenségét és a december 4-én felálló ideiglenes nemzeti kormány fennhatóságát ne ismerjék el, de valamely formában mégis garantálják Albánia autonómiáját. A vita során elmozdultak e kezdeti nézőponttól, és december 20-ai döntésükben a nagykövetek helybenhagyták, hogy az autonóm Albán Fejedelemség az Oszmán Birodalom protektorátusa alatt áll, semlegességét pedig a hat nagyhatalom delegáltjaiból felállítandó Nemzetközi Ellenőrző Bizottság garantálja. Ugyancsak hosszas vita előzte meg a szerbek adriai-tengeri kijutásával kapcsolatos döntésüket, amelyben végül kötelezték Szerbiát, hogy csapatait visszavonja az albán területekről, de engedélyezték, hogy Shëngjinben kereskedelmi szabadkikötőt hozzon létre, amelyet egy nemzetközi ellenőrzés alatt álló vasútvonal kötne össze az anyaországgal (ez végül nem vált valóra). A hírt az ideiglenes albán főváros, Vlora lakossága december 20-án népünnepéllyel fogadta. Noha ekkor még Albánia államhatárairól nem határoztak, a nagyköveti konferencia első döntését a Monarchia sikerként, elképzelései keresztülviteleként könyvelte el.

### Az észak-albániai államhatár
A nagykövetek 1913. január 2-án folytatták a tanácskozást, és március 22-éig döntést hoztak az albán állam északi és északkeleti határairól, amelyet a végül május 30-án aláírt londoni egyezmény foglalt össze.
A tárgyalások kezdetén a Monarchia képviselője, Mensdorff-Pouilly ismertette elképzeléseiket az etnikai határok között létrehozandó albán államról. Ezen a ponton még nem pontos határokról, hanem a nagyobb települések hovatartozásáról volt szó. Az osztrák ajánlás Albánia határainak hozzávetőleges kijelölésekor abból indult ki, hogy az albán többségű Shkodra, Nyugat-Koszovó (Peja, Gjakova, Prizren) és a déli, epiruszi Janina városai az államhatárokon belül maradnak. A Monarchiával szembehelyezkedő Oroszország bár elviekben egyetértett az etnikai határok figyelembevételével, de veszélyes és elfogadhatatlan szempontnak tartotta, hogy a háborút nyert Balkán-szövetség területszerzéseit legalább részben ne ismerjék el. Ezért az oroszok azt tartották kívánatosnak, ha az Ohrid–Szkopje-vonaltól északra fekvő koszovói területek szerb kézen maradnak, és ezeket egy folyosó köti össze Shëngjin kikötőjével, míg a Delvinától az Ohridi-tóig húzódó vonaltól délre eső területeket a görögök jogos területszerzésének ismerik el (azaz Saranda, Gjirokastra és Korça vidéke elszakadna Albániától).
A két elképzelés közötti számottevő különbség feloldhatatlannak látszott, a nagykövetek tehát folytatták a tárgyalásokat. Január 17-én a Monarchia képviselője határozottan leszögezte, hogy Shkodra városának – tisztán albán jellege miatt, ráadásul osztrák egyházi protektorátus alatt lévő római katolikus központ lévén – feltétlenül Albániához kell tartoznia. Az orosz követ ismét azt az ellenérvet hozta fel, hogy ezzel a döntéssel a háborút nyert Montenegrót méltánytalanság érné. Hajlandónak mutatkoztak azonban a kompromisszumra, és azt a javaslatot vetették fel, hogy Shkodra városa lehet Albániáé, amennyiben a Shkodrai-medence montenegrói, a koszovói és macedóniai albán területek – Gjakova, Peja, Prizren, illetve Dibra vidéke – pedig szerbiai kézre kerülnek. A Monarchia e megközelítés kisebb módosításaival élt, amelyeket az oroszok nem fogadtak el, így a tárgyalások ismét megrekedni látszottak. A háttérben a szentpétervári osztrák követ jelezte, hogy a patthelyzetet a két ország közötti diplomáciai viszony szenvedi meg, így Mensdorff-Pouilly osztrák követ január 27-én jelezte, hogy hajlandóak a Shkodrai-medencét átengedni Montenegrónak, amennyiben egyébként az államhatár kijelölésekor Koszovóban és Macedóniában figyelembe veszik az etnikai határokat. Az orosz követ, Benckendorff gróf ezzel egyetértett, bár a felekezeti szempontokat is javasolta felvenni a mérlegelendő szempontok közé. Gyakorlatilag ez érvként szolgálhatott amellett, hogy az etnikailag albán többségű, de ortodox metropolia Gjakova és Dibra szerb kézre kerülhessen.
Shkodra, Gjakova és Dibra kérdésében tehát ismét megrekedni látszottak a nagyköveti konferencia tárgyalásai. A háttérben azonban Nikola Pašić szerb miniszterelnök jelezte, hogy Gjakova elvesztése kormánya bukásához és újabb konfliktus kiéleződéséhez vezethet. Amikor február 19-én végül a Monarchia beleegyezett, hogy Dibra Szerbia része maradjon, az Oroszországnak már kevés volt: Gjakova immár szerb–orosz presztízskérdéssé vált. A Monarchia végül meghátrált, Shkodráért cserébe beleegyeztek a nyugat-koszovói városok elcsatolásába. Az oroszok számára ez megfelelő kompromisszum volt, annál is inkább, mert a háttérben a shkodrai orosz követ tájékoztatta feletteseit arról, hogy a város tisztán albán lakosságú, emellett katolikus püspöki székhely, és Montenegró az elmúlt évtizedekben sem volt eredményes a területén élő albánok asszimilációjában, vagyis egy albán többségű terület annektálása csak tovább gyengítené a kis balkáni királyság stabilitását.
1913. március 22-én megszületett az Albánia északi–északkeleti határait rendezni hivatott londoni egyezmény első változata, bár aláírása még május 30-áig váratott magára. Ennek értelmében Shkodrát és a környező területeket, noha Montenegró továbbra is igényt tartott rá, Albániának ítélték. Ugyanakkor a koszovói és macedóniai területeket Szerbiának engedték át, beleértve az olyan albán többségű városokat, évszázadokon keresztül a hegyi albánság piachelyeit is, mint Peja, Gjakova, Prizren és Dibra. Az északi Szandzsákon, a hoti, gruda és részben a kelmendi albán törzsek területein, valamint Plava és Gucia vidékén Montenegró és Szerbia osztozott. Ez a döntés nem csupán albán lakta területeket, de termékeny szántóföldeket is elszakított Albániától – amelyekben egyébként is szűkölködött az alapvetően hegyvidéki ország –, emellett az a helyzet állt elő, hogy 800 ezer anyaországi albán mellett 500 ezer albán került az országhatárokon kívülre.
Ezt követően a nagyhatalmak képviselői március 28-án Belgrádba, majd Cetinjébe utaztak, hogy a szerb és a montenegrói kormányt hivatalosan is tájékoztassák döntésükről. Egyúttal demarsban szólították fel Szerbiát, hogy csapatait vonja vissza az Adria partjáról, Durrësből és Lezhából, valamint evakuálják a nagyköveti konferencia által megállapított új államhatárok által közrezárt területet. Montenegrót ugyanazon a napon felszólították, hogy Shkodra ostromának vessenek véget. Március 31-én Montenegró – szerb segédcsapatok támogatásával – folytatta az ostromot, mintegy a nagyhatalmi döntés semmibevételének jeleként, majd április 2-án hivatalosan is reagált a londoni konferencia döntésére azzal, hogy a döntés végrehajtását elutasítja. Április 5-én a nagyhatalmak Cecil Burney altengernagy vezetése alatt álló nemzetközi flottája demonstrációs céllal felvonult a montenegrói partok előtt. A cetinjei kormánynak azt üzenték, hogy amennyiben a montenegrói csapatokat azonnali hatállyal nem rendelik vissza Shkodra alól, az országot tengerzár alá veszik. I. Miklós montenegrói király válaszában ismét elutasította az együttműködést, s a flottademonstrációt a nagyhatalmi semlegesség megszegéseként értékelte. Április 10-én a Montenegró kezén lévő partokat Bartól a Drin torkolatáig tengerzár alá vették. Április 16-án Szerbia végül engedett a diplomáciai nyomásnak, és visszahívta segédcsapatait Shkodra alól. Április 23-án Shkodra védője, Esat Toptani szabad elvonulás fejében átengedte a várost a montenegrói csapatoknak, ezzel Shkodra ostroma lezárult. Április 28-án a nagyköveti konferencia erélyes hangú jegyzékben szólította fel I. Miklóst arra, hogy Shkodrát azonnal ürítse ki. Az Osztrák–Magyar Monarchia emellett katonai lépéseket helyezett kilátásba, így a nyomásnak és a meglebegtetett anyagi kompenzációnak engedve I. Miklós május 5-én végül elrendelte Shkodra kiürítését, és a város sorsát a nagyhatalmak kezébe tette le. A brit külügyminiszter, Edward Grey utasította a partokat tengerzár alatt tartó nemzetközi naszádot, hogy vegyék át a város ellenőrzését. A montenegróiak végül május 14-én hagyták el a várost, Bećir katonai parancsnok átadta a város feletti ellenőrzést Burney altengernagynak, de előző este a montenegróiak még felgyújtották és porig égették a város régi bazárját. A shkodrai ideiglenes nemzetközi közigazgatás, az ún. admirális tanács feje Cecil Burney lett. Május 26-án a hoti, gruda, kelmendi, shkreli és kastrati törzsek képviselői, akiknek törzsi területeit a londoni döntés részben Szerbiának és Montenegrónak engedte át, találkozót kértek Burney-től. Arra kérték, hogy vesse latba tekintélyét a nagyhatalmaknál, hogy az évszázadok óta szoros szövetséges öt törzs együtt maradhasson albán területen, és ne szakítsák szét őket. Időközben május 6-án a szerb csapatok kivonultak Durrës városából is, ezzel az északi albán államhatár kérdése rendeződni látszott.

### A dél-albániai államhatár
A nagyköveti konferencia Albánia déli határainak kérdését 1913 márciusában vette először napirendre. Jóllehet, a görög miniszterelnök, Elefthériosz Venizélosz már január 13-án előterjesztette országa folyamodványát, amelyben azt kérte a nagyköveti konferenciától, hogy Görögország az 1912 végén elfoglalt területeket, nevesül Janina, Gjirokastra és Korça vidékét annektálhassa. Miután a balkáni államoknak nem volt hozzászólási joguk a konferencián, a nagykövetek felvetéseit válasz nélkül hagyták. Görögország az 1908-as oszmán cenzus statisztikáival amellett érvelt, hogy e területek lakosságának többsége görögkeleti felekezetű, amely – érvelése szerint – tulajdonképpen a görögség lélekszámával azonos. Az albánok válaszukban kifejtették, hogy az Oszmán Birodalom területein végzett népszámlálások során sem a nemzetiségre, sem az anyanyelvre nem kérdeztek rá, így a keresztény lakosság görögökként való azonosítása legalábbis megkérdőjelezhető. Egy másik görög felvetésre válaszul az albánok elismerték ugyan, hogy a dél-albániai görögkeleti templomokban a liturgia nyelve a görög, ennek oka azonban az, hogy az albán nyelvű liturgiát az oszmán fennhatóság szigorúan tiltotta és üldözte. A Londonban tartózkodó albán delegáció 1913 áprilisában azt javasolta, hogy a görög megszállás alatt lévő területekre rendfenntartás céljából rendeljenek román alakulatokat, amelyet Románia is támogatott, a nagyhatalmak ellenállásán azonban megbukott a terv.
A déli államhatár meghúzásakor a tárgyalók több nehézséggel találták magunkat szembe. Egyfelől a déli területeken nem voltak az északihoz hasonlóan tiszta etnikai határok. Másfelől a görög területi igények jogosságát az olaszok erőteljesen ellenezték, számukra ugyanis elsőrendű fontosságú volt az Otrantói-szoros keleti oldalának hovatartozása. Geopolitikai érdekeiket súlyosan sértette, hogy a Korfui-szoros mindkét oldala görög kézen van, és erről május 8-án külön is értesítették a görög kormányt azzal a kitétellel, hogy a katonai lépéstől sem riadnak vissza, amennyiben azt érdekeik érvényesítése megköveteli. Harmadrészt pedig a görög–albán államhatár kérdése nem volt függetleníthető az égei-tengeri szigetek, nevezetesen a Dodekanészosz szigetcsoport hovatartozásának megnyugtató rendezésétől.
1913. március 16-án, ismét a Monarchia előterjesztésére, kezdetét vette az albán–görög államhatár kérdésének megvitatása a nagyköveti konferencián. Ennek értelmében a két ország közötti határ egybeesne a Thíamisz folyó medrével, az onnan északkeletnek, az Ohridi-tónak futó államhatárt pedig úgy húznák meg, hogy a Píndosz hegyvonulatai és Korça vidéke albán területen maradjon. A Píndosz nagyhatalmi protektorátusát a háttérben Románia javasolta a Monarchiának, így látta ugyanis biztosíthatónak a területen nagy számban élő nyelvrokonaik, az arománok védelmét. Ezúttal nem az oroszok, hanem elsősorban a görögöket támogató franciák szálltak szembe a Monarchia elképzeléseivel, és a Himara–Ohrid-vonalban jelölték meg a kívánatos államhatárt (bár ezek az ambiciózus tervek a tavasz során később mérséklődtek). A rokoni kapcsolatai révén szintén görögbarát német császár, II. Vilmos ugyancsak a görögöket támogatta, és a londoni konferencián részt vevő német követet a görög igények képviseletére utasította.
Az olaszok közvetlen érdeksérelmein azonban megbuktak ezek az elképzelések. Április 8-án az olasz követ világossá tette, hogy a Korfui-szoros semlegessége nem lehet vita tárgya, a Korfuval szemközti parti sáv nem maradhat görög kézen még akkor sem, ha egyébként a görög határ északabbra húzódna. Május 10-én jelezték, hogy számukra elfogadható, ha a Korfui-szorossal kapcsolatos követeléseikért cserébe a görög államot az égei-tengeri Dodekanészosz szigetcsoporttal kompenzálják. Ezt Németország nem támogatta, és érthetően az Oszmán Birodalom számára is nagy presztízsveszteséggel járt volna, így a tárgyalások ismét megrekedtek.
Június 19-én a görög kormányfő, Elefthériosz Venizélosz egy nemzetközi határbizottság felállítását kezdeményezte, amely a helyszínen vizsgálná meg Észak-Epirusz nemzetiségi viszonyait, a lakosság nemzeti érzelmeit, és etnikai alapon hozna döntést Albánia déli államhatárának kérdésében. A francia külügyminiszter, Stephen Pichon már másnap megkereste olasz kollégáját, Tommaso Tittonit, hogy Olaszország és a Monarchia is fogadja el egy határbizottság felállítását. Hosszú tárgyalásokat követően végül augusztus 11-én született meg a nagyköveti konferencia döntése a dél-albániai államhatár kérdésében. Eszerint a határ az Ohridi-tótól fut délnek, keletről megkerüli Korça városát, és Albániához kerül Gjirokastra és Delvina városa is. Sazan szigetét és az Ohridi-tó partján álló, nagy kultikus jelentőségű Szent Naum-kolostort szintén Albániának engedték át. Ugyanakkor tisztán albán lakosságú epiruszi területek a görögökhöz kerültek, a Korfui-csatornát pedig semleges övezetnek nyilvánították.
Időközben a nagyhatalmak már augusztus 5-én elrendelték, hogy a döntésnek érvényt szerző Albánia Határait Kijelölő Nemzetközi Bizottság szeptember 1-jétől három hónapon keresztül végezze el a határkijelölés helyszíni munkáját, figyelembe véve a lakosság anyanyelvét és nemzeti érzelmeit, valamint a földrajzi viszonyokat egyaránt. A megszállt területek görög adminisztráció azonban ahol lehetett, megnehezítette a bizottság munkáját, így végül a helyszíni munkát felfüggesztették, és 1913. december 13-áig térképek alapján végezték el a határ kijelölését. Ennek eredményeit az 1913. december 17-én kelt, firenzei egyezményként ismert dokumentumban foglalták össze, amelynek értelmében a két ország között húzódó határ követi a Szarantáporosz folyó medrét a Vjosa völgyéig, majd onnan az Ohridi-tóig úgy alakították ki a határvonalat, hogy Saranda, Delvina, Gjirokastra, Tepelena, Përmet, Leskovik és Korça körzetei Albániához kerülnek, ugyanakkor Konica városa Görögországé lesz. A görög kormány elutasította a firenzei egyezmény elfogadását, az albánok viszont aláírták.

### Albánia statútuma
A londoni nagyköveti konferencia résztvevői első, 1912. decemberi döntése csupán nagy vonalakban rendezte az albán államszervezet körüli kérdéseket. Albánia autonómiáját ugyan garantálták mint oszmán fennhatóság alatt álló, semleges fejedelemséget, de függetlenségét, illetve az ideiglenes nemzeti kormány fennhatóságát nem ismerték el. Az új állam belső szervezeti felépítését szabályozó statútumot végül Statut de l’Albanie címen 1913. július 29-én fogadták el, amely az alábbi tizenegy pontot tartalmazta:
1. Albánia autonóm, szuverén és a primogenitúrán alapuló örökletes fejedelemség, amely a hat európai nagyhatalom ellenőrzése alatt áll. Az uralkodót a nagyhatalmak jelölik ki.
2. Az Oszmán Birodalom és Albánia közötti függőségi viszonyok megszűnnek.
3. Albánia semleges, semlegességét a hat nagyhatalom garantálja.
4. Albánia közigazgatási és gazdasági ügyeit a hat nagyhatalom képviselőiből és Albánia delegáltjából álló Nemzetközi Ellenőrző Bizottság felügyeli.
5. A bizottság tíz évre kap mandátumot, amely szükség szerint meghosszabbítható.
6. A bizottság fő feladata Albánia kormányzati formájának az államszervezet valamennyi területére kiterjedő kidolgozása. A bizottság hat hónapon belül bemutatja a nagyhatalmaknak előkészítő munkája eredményeit, az albán közigazgatás és gazdaság irányítására és szervezeti kérdéseire vonatkozó elképzeléseit.
7. Az uralkodó személyét ugyancsak hat hónapon belül jelölik ki. Az uralkodó személyének helybenhagyásáig és a végleges nemzeti kormány felállításáig a Nemzetközi Ellenőrző Bizottság felügyeli a meglévő helyi igazgatási szervek és a csendőrség munkáját.
8. A közbiztonságot és a közrendet egy nemzetközi összetételű csendőrség tartja fenn. A rendvédelmi szervezet külföldi főtisztek irányítása alatt áll.
9. A csendőrség főtisztjeit Svédország delegálja.
10. A csendőrség külföldi főtisztjei nem jogosultak döntést hozni sem a helyi csendőri szervezet egyenruhájának, sem a helyi tisztek, altisztek és csendőrök alkalmazásának kérdésében.
11. A főtisztek eligazítását a delegáló állam biztosítja a nagyhatalmak garanciája mellett.[48]

Ezzel a hivatalos aktussal 1913. július 29-én a maival közelítőleg megegyező mintegy 28 ezer km²-nyi területen, 800 ezer lakossal hivatalosan is megalakult a független Albán Fejedelemség. 1913. október 16-án vlorai székhellyel, a hat nagyhatalom delegáltjaival és Albánia küldöttével megalakult a Nemzetközi Ellenőrző Bizottság, s 1913. december 24-én a csendőri szervezet is megalakult.